# Пётр (герцог Курляндии)
Пётр Биро́н (нем. Peter von Biron, 15 февраля 1724 — 13 января 1800) — остзейский аристократ, сын и преемник Эрнста Иоганна Бирона, последний герцог Курляндии с 1769 по 1795 год. Известен своим увлечением искусством, открыл в Митау первую гимназию, так называемую академию Петра.

## Биография
Пётр Бирон родился 15 февраля 1724 года в столице Курляндии Митау, в семье Эрнстa Иоганнa Бюрена,  фаворита курляндской вдовствующей герцогини, племянницы российского императора Петра I Анны Иоанновны.Предки семьи переселились в Курляндию из Вестфалии, где получили в 1638 году дворянский титул от польского короля. В XVIII веке немецкое имя «Бюрен» постепенно трансформировалось в «Бирон».
В детстве воспитывался К. Вегелем, затем — П. Леруа (с 1731) и получил весьма хорошее по тем временам образование.
После воцарения императрицы Анны Иоанновны, фаворитом которой ещё в Курляндии стал отец Петра, Эрнст Бирон, положение семьи Биронов резко изменилось: императрица не переставала осыпать милостями своего любимца и его родственников.
Уже в возрасте восьми лет Пётр Бирон был пожалован в ротмистры кирасирского полка; с 1736 года, когда его отец «был избран» герцогом курляндским, Пётр Бирон начал именоваться наследным принцем; в 16 лет он получил чин подполковника конной гвардии; в тот же год юноша был награждён орденами св. Александра Невского и св. Андрея Первозванного с бриллиантовой звездою и крестом.
В начале ноября 1740 года, во время дворцового переворота, в результате которого отец Петра был арестован и лишён регентства, Пётр Бирон болел горячкой, но всё равно был взят под стражу и как только выздоровел, отправился в ссылку вместе с отцом в Пелым, после воцарения Елизаветы заменённый по её указу на Ярославль. Все годы ссылки Пётр находился рядом с отцом.
В 1762 году Пётр III вернул семью Биронов из ссылки, при этом Пётр Бирон был возведён сразу в чин генерал-майора кавалерии, с возвращением в кавалеры ордена Св. Александра Невского. Титул герцога Курляндского отцу, а наследного принца — его старшему сыну, вернула уже Екатерина II; в 1764 году, при посещении столицы курляндского герцогства — Митау, императрица саморучно возложила на принца курляндского и Андреевский орден, снятый с него после ареста в 1740 году.
В 1769 году Пётр наследовал управление герцогством, сменив своего одряхлевшего отца, и некоторое время значился «владеющим принцем». В 1772 году, после смерти Эрнста Бирона, унаследовал и его титул.
Время его правления было очень бурным, в последние 10 лет его власти ожесточённые споры с местным дворянством привели к продолжительным и тяжёлым судебным процессам в Варшаве (по Виленской унии 1561 года Курляндское герцогство было вассалом Польши).  Считалось, что у Петра Бирона был тяжелый характер:  нехватка решительности и настойчивости в нём сочеталась с упрямством и надменностью. Это вызывало конфликты с курляндским дворянством. В журнале «Русский архив» об этом указывалось: «Э. И. Бирон оставил по себе недурную память в Курляндии и лучше умел ладить с тамошним дворянским сеймом (Ландтаг), чем сын его, герцог Пётр, в пользу которого он отрёкся от власти».
При этом герцог был весьма оборотистым предпринимателем и сумел накопить значительные богатства.
Во время путешествия за границу в 1784—1786 годах оставленное им в Курляндии полномочное управление ввело учреждения, невыгодные для герцога; вернувшись, герцог их отменил. Возникшее из-за этого недовольство герцогом дошло до того, что последние годы он проводил большей частью за границей.

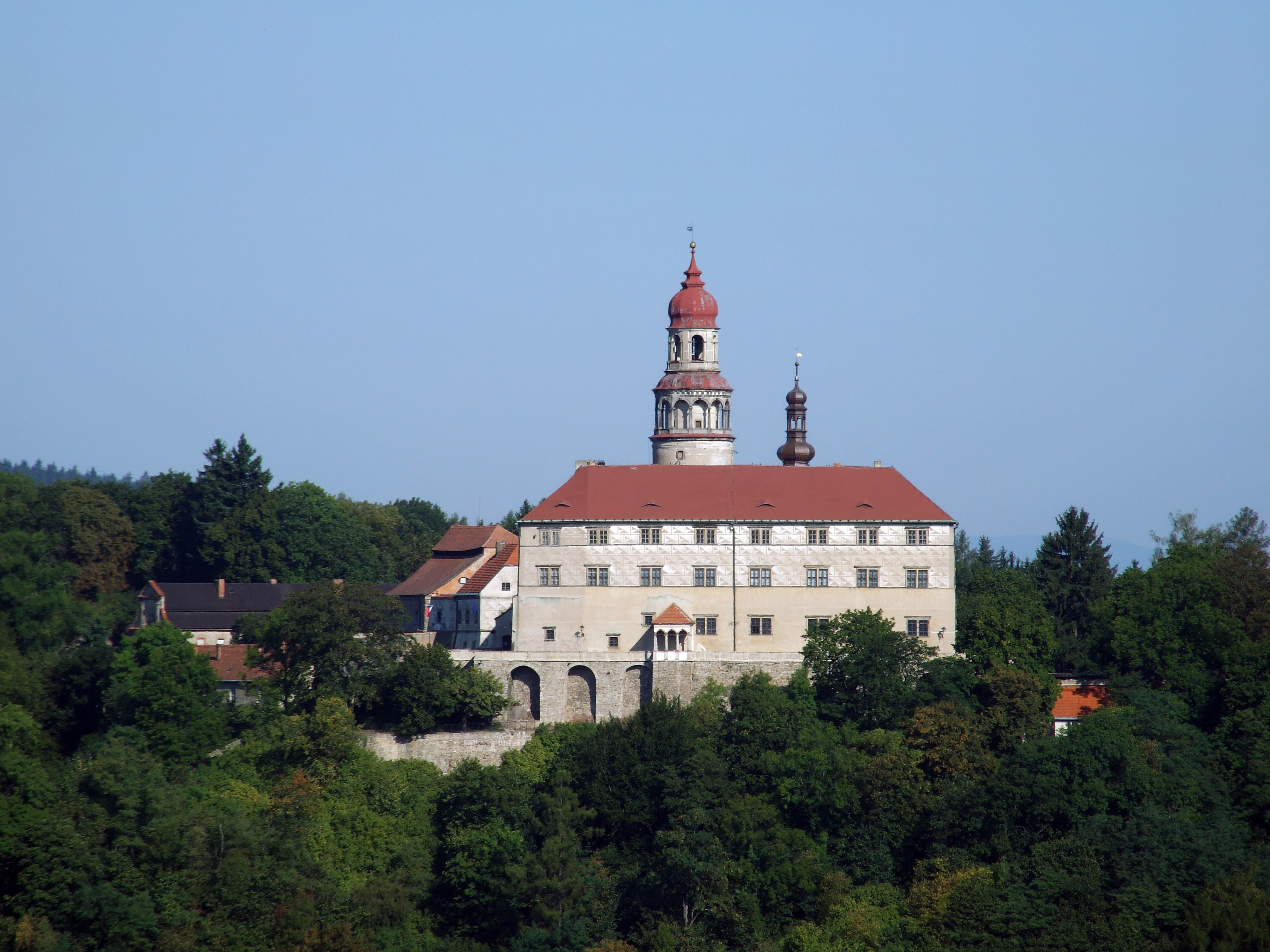
Замок в Находе (Чехия), где Бирон провёл последние годы жизни

Желая содействовать примирению сторон, супруга Петра Бирона, Доротея, по просьбе дворянства вернулась в Курляндию; влиятельный советник двора Ховен предлагал ей принять на себя регентство, но она отказалась и весной 1788 года упросила мужа вернуться. В конце концов депутация дворян отправилась в Петербург, где Екатерина, недовольная сношениями герцога с Пруссией, приняла на себя посредничество. Герцог был призван в Петербург и здесь 28 марта 1795 года подписал отречение от герцогства, за что ему назначена была ежегодная пенсия в 100 тысяч талеров (50 тысяч червонцев); кроме того, за поместья его в Курляндии императрица заплатила 500 000 червонцев (2 млн рублей).
Герцог уехал из Санкт-Петербурга 22 июня и жил с тех пор частью во дворце Фридрихсфельде в Берлине, частью в поместьях. Он умер в поместье Гелленау (Еленюв в Клодзском повяте в Силезии).
Про Петра Бирона, как и про Карла, говорили, что он сын Анны Иоанновны; это — уверение французского посла де Шетарди. Относительно Петра Бирона уверению этому противоречат слова самого Эрнста Иоганна в письмах его к жене, Бенигне Готлибе.

## Владения
С момента вступления на престол герцог Пётр ориентировался на Пруссию и Богемию.
Его первым приобретением на деньги, унаследованные от отца, было поместье Вартенберг в Силезии.
С 1782 году ему принадлежал «Курляндский дворец» на улице Унтер ден Линден, где устроила салон его супруга Доротея. После смерти герцога дворец оставался во владении его потомков, пока не был продан в 1837 году русскому царю Николаю I.
В 1785 году он приобрёл дворец Фридрихсфельде под Берлином. Немецкий писатель Кристоф Фридрих Николаи в третьем томе его «Описания королевских резиденций Берлина и Потсдама» указывал: «Этот загородный замок купил в 1785 году его светлость, правящий герцог курляндский, и сразу предпринял здесь важные, и с хорошим вкусом, изменения, благодаря которым замок стал считаться одним из прекраснейших в Берлине». Хотя Бироны не часто пользовались своим загородным дворцом, заказанные ими детали интерьера определяют облик Фридрихсфельде по сей день.
В 1786 г. — герцогство Саган в Силезии, замок которого он купил у князя Лобковица и тщательно отреставрировал в 1792—1796 гг.
В 1787 г. — имение Дойч Вартенберг около Грюнберга.
В 1788 г. — поместье Неттков, также в Грюнберге.
В 1792 г. — замок и поместье Наход в Богемии герцог приобрёл  у князя Пикколомини.
В 1795 году, получив за свои поместья в Курляндии компенсацию от Екатерины II, Пётр Бирон отправился с семьёй в свое герцогство Саган. В том же году он продал дворец Фридрихсфельде и купил вместо него:
в 1796 г. — Чернинский дворец в Праге,
в 1798 г. — поместье Холштейн (Скала) в районе Левенберга.
В 1798 г. он сделал последнюю покупку — имение Хвалковице, которое объединил с имением Наход.
Благодаря своим владениям в Богемии он стал членом Богемского ландтага.

## Место в истории
Во время путешествия по Европе в 1784—1786 годах чета Биронов посетила Болонью, где герцог Пётр выделили средства Академии художеств на «Курляндскую премию», которая вручалась до 1946 года.
В 1792 году Пётр Бирон сделал заказ Королевской фарфоровой мануфактуре на изготовление столового сервиза для дворца Фридрихсфельде. Его своеобразие было в декоре: посуда была украшена рисунками простых полевых цветов, что произвело фурор в светском обществе. «Курляндский» сервиз ─ первая фарфоровая посуда в стиле классицизма, которая производится по сей день.

## Семья
Был женат три раза:

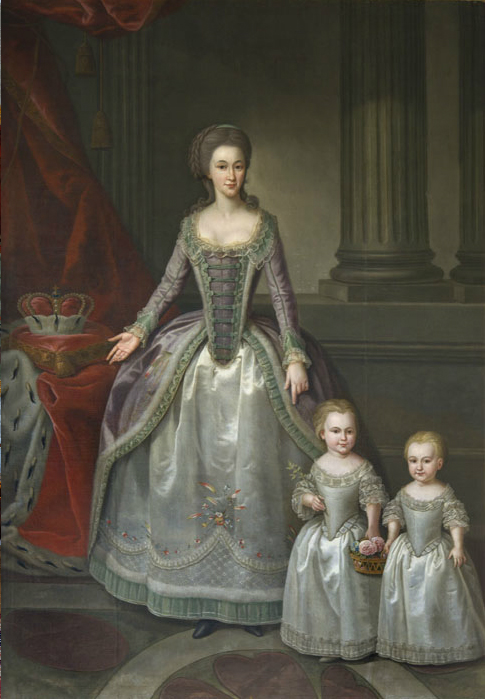
Герцогиня Доротея фон Бирон с дочерьми Вильгельминой и Паулиной. Портрет работы Ф. Баризьена.

1. с 15 октября 1765 по 15 мая 1772 года женат на принцессе Каролине Луизе Вальдекской (1748—1782)
2. с 1772 до 27 апреля 1778 года на княгине Евдокии Борисовне Юсуповой (1743 — 21.07.1780), дочери Б. Г. Юсупова
3. с 1779 года на графине Анне Шарлотте Доротее Медем (1761 — 08.04.1821). На момент сватовства ей было 18 лет, а герцогу — 55.

С первыми супругами он развёлся ввиду их бездетности. От третьей супруги он имел сына Петра, род. 23 февраля 1787 г. и умершего уже 25 марта 1790 г., и дочерей — герцогинь Саган. За свои красоту, ум и прекрасное воспитание они получили прозвище «курляндские грации» и прославились в Европе, участвуя в теневой политике великих держав.

### Дети
1. Пётр (23 февраля 1787 — 25 марта 1790).
2. Вильгельмина Саган (Катарина Фридерика Вильгельмина Бенигна фон Бирон) (1781—1839) — старшая наследница рода фон Бирон после смерти Петра, любовница австрийского канцлера Меттерниха. Сыграла заметную роль в закулисных переговорах Венского конгресса[3]. После смерти отца унаследовала герцогство Саган в Силезии и правление Наход в Богемии. После её смерти эти владения перешли к средней сестре.
3. Паулина (Мария Луиза Паулина фон Бирон) (1782—1845) — замужем за дипломатом Фридрихом Гогенцоллерн-Гехингенским. Унаследовала дворец в Праге и поместья Холштейн и Неттков, а после смерти старшей сестры — унаследованные ею владения, после смерти сына Фридриха, Константина Гогенцоллерн-Гехингенского все права по наследству перешли к Доротее Саган.
4. Иоганна Катарина фон Бирон (1783—1876) — жена герцога д’Ачеренца. Отец ей не оставил наследства, так как в юности она сбежала из дома с придворным музыкантом[3]. Однако после смерти матери она получила её поместье Лёбихау в Альтенбурге.
5. Шарлотта-Фредерика (1789—1791).
6. Катерина (1792 — ?).
7. Доротея Саган фон Перигор (Иоганна Доротея фон Бирон) (1793—1862). Незаконнорожденная дочь от связи Доротеи фон Бирон и польского аристократа, графа Александра Батовского[11], была признана Бироном как его ребёнок. Стала придворной дамой при дворе Наполеона Бонапарта. При посредничестве российского императора Александра I в 1809 году была сосватана племянника Талейрана Эдмона де Перигора, а затем стала последней любовницей самого Талейрана, ранее состоявшего в связи с её матерью Доротеей фон Бирон[3]. После смерти герцога Петра она унаследовала Курляндский дворец в Берлине и поместье Дойч Вартенберг, а в 1842 году приобрела герцогство Саган у сестры Паулины.

У Петра Бирона был внебрачный сын от Каролины фон Гершау (1740—1783), Петер фон Гершау (1779—1852), барон, русский государственный деятель и дипломат, генеральный консул в Копенгагене.